# Michaił Pawłow (funkcjonariusz)
Michaił Fiodorowicz Pawłow (ros. Михаил Фёдорович Павлов, ur. 1900 w Symbirsku, zm. w kwietniu 1985 w Moskwie) – funkcjonariusz radzieckich służb specjalnych, generał major.

## Życiorys
Od stycznia 1919 członek RKP(b), od sierpnia 1919 do lutego 1920 w Armii Czerwonej, później w Wydziale Specjalnym Czeki Frontu Zachodniego, od listopada 1922 w Wydziale Specjalnym Czeki Białoruskiej SRR, od maja 1931 kierownik oddziałów pogranicznych OGPU/NKWD w Białoruskiej SRR, od kwietnia 1936 do września 1937 pracownik Wyższej Szkoły Pogranicznej NKWD ZSRR, od 31 maja 1936 major. Od września 1937 do lutego 1940 studiował w Akademii Wojskowej im. Frunzego w Moskwie, awansowany na pułkownika, od 3 marca 1940 do 25 sierpnia 1942 zastępca szefa Głównego Zarządu Milicji Robotniczo-Chłopskiej/Głównego Zarządu Milicji NKWD ZSRR, 13 marca 1940 mianowany starszym majorem milicji, od 5 sierpnia do 7 grudnia 1942 zastępca szefa Wydziału 1 Zarządu 1 Głównego Zarządu Wojsk Wewnętrznych NKWD ZSRR, od 7 grudnia 1942 do 7 maja 1943 zastępca szefa Głównego Zarządu Milicji NKWD ZSRR, 4 marca 1943 awansowany na komisarza milicji 3 rangi. Od 7 maja 1943 do 26 lipca 1945 szef Zarządu NKWD obwodu czelabińskiego, 12 maja 1943 mianowany komisarzem bezpieczeństwa państwowego, a 9 lipca 1945 generałem majorem, od 26 lipca 1945 do 19 stycznia 1949 szef Zarządu NKWD/MWD obwodu kalinińskiego.

## Odznaczenia
- Order Lenina (21 lutego 1945)
- Order Czerwonego Sztandaru (trzykrotnie - 20 września 1943, 3 listopada 1944 i 30 stycznia 1951)
- Order Wojny Ojczyźnianej I klasy (21 czerwca 1945)
- Order Czerwonej Gwiazdy (14 grudnia 1941)
- Odznaka "Honorowy Funkcjonariusz Czeki/GPU (XV)" (20 grudnia 1933)
- Odznaka "50 Lat Członkostwa w KPZR" (2 lutego 1982)

I 10 medali.